# Yolo (Kalifornija)
Yolo je naseljeno područje za statističke svrhe u američkoj saveznoj državi Kalifornija. Prema popisu stanovništva iz 2010. u njemu je živjelo 450 stanovnika.